# Nueva Zelanda en la Copa de las Naciones de la OFC 2002
La selección de fútbol de Nueva Zelanda consiguió su tercer título, tras ganar el grupo compartido con Tahití, Islas Salomón y Papúa Nueva Guinea sin problemas ganando los 3 partidos por amplia diferencia. Hizo 19 goles y solo recibió 2, en la semifinal goleó a Vanuatu por 3:0 y obtuvo el título tras vencer 1:0 a Australia.
Esto dejó un saldo de 5 victorias en 5 partidos, con 23 goles a favor y tan solo 2 en contra. Chris Killen fue el goleador con 5 tantos, mientras que Jeff Campbell convirtió 4 tantos, Ryan Nelsen, autor del gol con el que Nueva Zelanda derrotó a Australia en la final, hizo 3 goles, igual cantidad que Ivan Vicelich.

## Participación

### Grupo B
| Equipo             | Pts | PJ | PG | PE | PP | GF | GC | DIF |
| ------------------ | --- | -- | -- | -- | -- | -- | -- | --- |
| Nueva Zelanda      | 9   | 3  | 3  | 0  | 0  | 19 | 2  | 17  |
| Tahití             | 6   | 3  | 2  | 0  | 1  | 6  | 7  | -1  |
| Islas Salomón      | 1   | 3  | 0  | 1  | 2  | 3  | 9  | -6  |
| Papúa Nueva Guinea | 1   | 3  | 0  | 1  | 2  | 2  | 12 | -10 |

| 5 de julio de 2002 | Nueva Zelanda                                          | 4:0 (1:0) | Tahití | North Harbour Stadium, Albany                                      |                                                                    |
|                    | Nelsen 30' · Vicelich 49' · Urlovic 80' · Campbell 88' |           |        | Asistencia: 1.000 espectadores Árbitro(s): Harry Attison (Vanuatu) | Asistencia: 1.000 espectadores Árbitro(s): Harry Attison (Vanuatu) |

| 7 de julio de 2002 | Nueva Zelanda                                                                          | 9:1 (4:1) | Papúa Nueva Guinea | North Harbour Stadium, Albany                                  |                                                                |
|                    | Killen 9' 10' 28' 51' · Campbell 27' 85' · Nelsen 54' · Burton 87' · De Gregorio 90+1' |           | Aisa 35' (pen.)    | Asistencia: 200 espectadores Árbitro(s): Leonie Rakaroi (Fiyi) | Asistencia: 200 espectadores Árbitro(s): Leonie Rakaroi (Fiyi) |

| 9 de julio de 2002 | Nueva Zelanda                                                  | 6:1 (3:0) | Islas Salomón | North Harbour Stadium, Albany                                      |                                                                    |
|                    | Vicelich 28' 45' · Urlovic 42' · Campbell 50' 75' · Burton 88' |           | Faarodo 73'   | Asistencia: 1.000 espectadores Árbitro(s): Harry Attison (Vanuatu) | Asistencia: 1.000 espectadores Árbitro(s): Harry Attison (Vanuatu) |

### Semifinales
| 12 de julio de 2002 | Nueva Zelanda               | 3:0 (2:0) | Vanuatu | Ericsson Stadium, Auckland                                            |                                                                       |
|                     | Burton 13' 65' · Killen 23' |           |         | Asistencia: 1.000 espectadores Árbitro(s): Matthew Breeze (Australia) | Asistencia: 1.000 espectadores Árbitro(s): Matthew Breeze (Australia) |

### Final
| 14 de julio de 2002 | Australia | 0:1 (0:0) | Nueva Zelanda | Ericsson Stadium, Auckland                                           |                                                                      |
|                     |           |           | Nelsen 78'    | Asistencia: 4.000 espectadores Árbitro(s): Charles Aiiotima (Tahití) | Asistencia: 4.000 espectadores Árbitro(s): Charles Aiiotima (Tahití) |

| Predecesor: Tahití 2000 | Nueva Zelanda en la Copa de las Naciones de la OFC Nueva Zelanda 2002 | Sucesor: Australia 2004 |

- Datos: Q6046743